# Бронниківська сільська рада
Бро́нниківська сільська́ ра́да — орган місцевого самоврядування в Рівненському районі Рівненської області. Адміністративний центр — село Бронники.

## Загальні відомості
- Бронниківська сільська рада утворена в 1940 році.
- Територія ради: 32,234 км²
- Населення ради: 1 347 осіб (станом на 2001 рік)

## Населені пункти
Сільській раді підпорядковані населені пункти:
- с. Бронники
- с. Білівські Хутори
- с. Рогачів

## Склад ради
Рада складається з 16 депутатів та голови.
- Голова ради: Білецький Олександр Васильович

### Керівний склад попередніх скликань
| Прізвище, ім'я, по батькові    | Основні відомості                                                                                  | Дата обрання | Дата звільнення |
| ------------------------------ | -------------------------------------------------------------------------------------------------- | ------------ | --------------- |
| Білецький Олександр Васильович | Сільський голова, 1970 року народження, освіта вища, безпартійний                                  | 26.03.2006   | 31.10.2010      |
| Білецький Олександр Васильович | Сільський голова, 1970 року народження, освіта вища, член Всеукраїнського об'єднання «Батьківщина» | 31.10.2010   |                 |

Примітка: таблиця складена за даними сайту Верховної Ради України